# Gaston Clottu
Gaston Clottu (* 27. August 1912 in Saint-Blaise, Kanton Neuenburg; † 25. Januar 1995 in Hauterive, Kanton Neuenburg; heimatberechtigt in Cornaux und Neuenburg) war ein Schweizer Politiker der Liberalen Partei der Schweiz (LPS), der unter anderem drei Mal (1956 bis 1957, 1961 bis 1962, 1965 bis 1966) Präsident des Staatsrates des Kantons Neuenburg war. Er war zudem von 1951 bis 1971 Mitglied des Nationalrates für den Kanton Neuenburg und fungierte ferner zwischen 1959 und 1960 als Präsident des Nationalrates, der grossen Kammer der Schweizer Bundesversammlung.

## Leben
Gaston Clottu, Sohn des Direktors der Kantonalen Volksversicherungskasse (Caisse cantonale d'assurance populaire) Georges-Olivier Clottu und von dessen Ehefrau Hélène Clottu, geborene Zaugg, sowie jüngerer Bruder des Familienforschers und Heraldikers Olivier Clottu, absolvierte ein Studium der Rechtswissenschaften und war nach dessen Abschluss von 1938 bis 1953 als Rechtsanwalt und Notar tätig. Er begann sein politisches Engagement für die Liberale Partei der Schweiz (LPS) in der Kommunalpolitik und war zwischen 1939 und 1953 Mitglied im Gemeinderat, der Gemeindeexekutive von Saint-Blaise. Zugleich gehörte er als Vertreter der LPS von 1939 bis 1953 dem Grossen Rat, dem Parlament des Kantons Neuenburg, als Mitglied an. 1954 wurde er Ehrenbürger von Saint-Blaise.
Bei den Parlamentswahlen am 28. Oktober 1951 wurde Clottu für die LPS im Nationalratswahlkreis Neuenburg zudem zum Mitglied des Nationalrates, der grossen Kammer der Schweizer Bundesversammlung, gewählt und gehörte dieser vom 3. Dezember 1951 bis zum 28. November 1971 an. Nachdem er zwischen 1958 und 1959 Vizepräsident war, wurde er zu Beginn der 36. Legislaturperiode am 7. Dezember 1959 als Nachfolger von Eugen Dietschi Präsident des Nationalrates und bekleidete das Amt des Parlamentspräsidenten bis zu seiner Ablösung durch Emil Duft am 5. Dezember 1960. Als Nachfolger von Louis Guisan fungierte er darüber hinaus von 1963 bis zu seiner Ablösung durch Raymond Deonna 1971 als Fraktionschef der Liberalen Partei der Schweiz in der Bundesversammlung.
Am 19. April 1953 wurde Gaston Clottu Mitglied des Staatsrates des Kantons Neuenburg, der Regierung dieses Kantons, und gehörte dieser als Vorsteher des Erziehungsdepartements sowie später des Departements des Innern bis zum 18. Mai 1969 an. Während seiner Mitgliedschaft im Staatsrat fungierte er drei Mal als Präsident und damit als Vorsteher der Kantonsregierung. Als Nachfolger von Edmond Guinand wurde er 1956 erstmals Präsident und bekleidete diese Funktion bis 1957, woraufhin André Sandoz ihn ablöste. Wiederum als Nachfolger von Edmond Guinand fungierte er zwischen 1961 und seiner Ablösung durch Pierre-Auguste Leuba 1962 zum zweiten Mal als Präsident. Zuletzt übernahm er von Fritz Bourquin 1965 noch einmal das Amt des Präsidenten des Staatsrates und behielt dieses nunmehr bis 1966, woraufhin Jean-Louis Barrelet seine Nachfolge antrat.
Nach der durch den krankheitsbedingten Rücktritt des Bundesrates und Vorstehers des Eidgenössischen Finanz- und Zolldepartements Jean Bourgknecht notwendigen Bundesratswahl am 27. September 1962 gehörte Gaston Clottu neben den Nationalräten Roger Bonvin aus dem Kanton Wallis, Franco Maspoli aus dem Tessin und Ettore Tenchio aus Graubünden sowie dem Ständerat Paul Torche aus Freiburg zu den fünf Kandidaten, die für den Bundesrat kandidierten. Er hatte jedoch keine Chance und schied als Erster mit nur zwei Stimmen im zweiten Wahlgang aus, ehe letztlich Roger Bonvin im fünften Wahlgang mit 142 von 227 gültigen Wahlzetteln zum neuen Mitglied des Bundesrates gewählt wurde.
Gaston Clottu fungierte von 1969 bis 1981 als Präsident des Institut neuchâtelois und war zudem zwischen 1970 und 1975 Präsident der eidgenössischen Expertenkommission zur Untersuchung der Kulturpolitik, die in dem nach ihm benannten Clottu-Bericht (offizieller Titel «Eléments pour une politique culturelle suisse») von 1975 die Verwirklichung einer Schweizerischen Nationalphonothek empfahl. Er war des Weiteren zeitweise Mitglied des beratenden Ausschusses für kulturelle Aktivitäten des Europarats und wurde 1976 Dr. h. c. der Universität Neuenburg.